# غودبيد السفلي (كوه بنج)
غودبيد السفلي (بالفارسية: گودبید سفلی) هي قرية تقع في إيران في البلدة المركزية.